# Dobryj Kriestjanin
Dobryj Kriestjanin (ros. Добрый Крестьянин) – osiedle typu wiejskiego w zachodniej Rosji, w sielsowiecie kalinowskim rejonu chomutowskiego w obwodzie kurskim.

## Geografia
Miejscowość położona jest w dorzeczu Klewienia, 14 km od centrum administracyjnego sielsowietu kalinowskiego (Kalinowka), 18 km od centrum administracyjnego rejonu (Chomutowka), 120 km od Kurska.
W granicach miejscowości znajdują się 3 posesje.

## Historia
Do czasu reformy administracyjnej w roku 2010 osiedle Dobryj Kriestjanin znajdowało się w sielsowiecie amońskim. W tymże roku doszło do włączenia sielsowietów klewieńskiego i amońskiego do sielsowietu kalinowskiego.

## Demografia
W 2010 r. miejscowość zamieszkiwały 2 osoby.